# Camostat
Camostat ist ein synthetisch hergestellter Wirkstoff aus der Gruppe der Proteaseinhibitoren. Es ist in Japan als Foipan (Hersteller: Ono Pharmaceutical) zugelassen zur oralen Behandlung der chronischen Bauchspeicheldrüsenentzündung (Pankreatitis) und der postoperativen, durch Rückfließen von Magensäure verursachten Speiseröhrenentzündung (Refluxösophagitis).
Chemisch ist Camostat ein Abkömmling (Derivat) der p-Aminobenzoesäure. Arzneilich wird der Wirkstoff als Camostatmesilat, also als das Salz der Methansulfonsäure, eingesetzt.

## Wirkungsmechanismus
Camostat hemmt in vitro verschiedene pankreatische und plasmatische proteolytische Enzyme wie Trypsin, Plasmin, Pankreas-Kallikrein, Plasma-Kallikrein und Thrombin sowie die hydrolytische Aktivität der C1r- und C1-Esterase.
Camostat hemmt ferner in vitro die zelluläre Protease TMPRSS2. Dieses Enzym wird nach autokatalytischer Aktivierung auf der humanen Zelloberfläche exprimiert, vor allem im Dünndarm und in geringerem Umfang in Leber, Herz, Prostata, Thymus und Lunge.

## Therapeutische und experimentelle Verwendung
Studien zufolge benötigt SARS-CoV-2, das für COVID-19 verantwortliche Virus, die im menschlichen Körper vorhandene TMPRSS2 um in die Wirtszelle einzudringen, was einen Ansatzpunkt für die Behandlung darstellen könnte. Die Wirksamkeit des Medikaments in Zellkulturen wurde bereits nachgewiesen. Eine therapeutische Wirksamkeit bei COVID-19-Patienten muss noch in klinischen Studien geprüft werden. Ebenso soll am Primatenzentrum Göttingen untersucht werden, ob der Wirkstoff direkt in die Lunge gespritzt werden kann. Es ist unklar, ob Camostat per se in der Lunge ausreichend verfügbar ist. Laut Karl Broich, Leiter des deutschen Bundesinstituts für Arzneimittel und Medizinprodukte, wären die notwendigen Dosierungen, aus Ergebnissen aus den Zellkulturen hochrechnet, bei Patienten mit Standardgewicht derart stark, dass es zu gravierenden Nebenwirkungen kommen könnte.
Foipan (Camostat) gehört zu den Arzneimitteln, für die das Bundesministerium für Gesundheit im April 2020 die zentrale Beschaffung zur Behandlung infizierter und schwer erkrankter COVID-19-Patienten in Deutschland eingeleitet hat. Da es sich bei einer COVID-19-Therapie um einen individuellen Heilversuch ohne klinischen Wirksamkeitsnachweis handele, solle der Einsatz vorrangig bei schweren Verlaufsformen patientenindividuell erwogen werden.

## Verwandte Wirkstoffe
Das strukturell verwandte Nafamostat wird ebenfalls als Proteaseinhibitor eingesetzt.